# لوك كنلان
لوك كنلان (بالإنجليزية: Luke Conlan)‏ هو لاعب كرة قدم بريطاني، ولد في 31 أكتوبر 1994 في Portaferry ‏ في المملكة المتحدة. شارك مع منتخب أيرلندا الشمالية تحت 16 سنة لكرة القدم ومنتخب أيرلندا الشمالية تحت 21 سنة لكرة القدم. أما مع النوادي، فقد لعب مع نادي بيرنلي ونادي سانت ميرين ونادي موركامب.

## وصلات خارجية
- لوك كنلان على موقع قاعدة بيانات كرة القدم.إي يو (الإنجليزية)
- لوك كنلان على موقع Soccerbase.com (لاعب) (الإنجليزية)
- لوك كنلان على موقع Soccerway.com (الإنجليزية)
- لوك كنلان على موقع عالم كرة القدم.نت (الإنجليزية)
- لوك كنلان على موقع AS.com (الإسبانية)
- لوك كنلان على موقع GSA (الإنجليزية)